# 号 (称号)
号（ごう）とは、称号の略。本名とは別に使用する名称。

## 解説
かつては文士が書画を創作発表する際に使用され、歴史上初めて号を用いた人物は、中国北宋の欧陽脩とされる。一万巻の蔵書・一千巻の拓本・一張の琴・一局の碁・一壺の酒・一人の居士ということから「六一居士」と号した。それ以降、名だたる文人がこれに倣い、例えば、蘇軾は（蘇東坡、別号：東坡居士）である。
文人達が好んで号に用いた字句に、「道人、散人、山人、野人、居士、逸士、処士、隠士、迂士、逸民、外史、仙史、樵客、山樵、漁夫、漁叟」などが挙げられる。いずれも文人らしく隠逸志向がみられる。また居宅や書斎（文房）の名をそのまま号とすることも多く、たとえば蘇東坡は雪堂、米芾は宝晋斎、趙孟頫は松雪斎、日本でも池大雅の大雅堂、木村巽斎の蒹葭堂などがある。このような号は「 – 堂、 – 斎（齋）、 – 室、 – 館、 – 閣」などの語が附随するので、堂号（堂名）、斎号（斎名）、室号（室名）などと呼ばれる。明の文人である文徴明は「我が書屋は多く印上に起造す」と述べているように必ずしも実在の居宅や書斎ということではなかった。
創作活動に本名とは別の称号を使用する習慣は日本にも輸入され、現在に至るまで継続しているが、現在では主にペンネームや筆名と呼ばれ、俳句や日本画などの分野を除いては「号」の呼び方はあまり使用されなくなった。

## 号を使用した人物

### 庵号
- 浅井井頼（作庵）
- 浅井琳庵
- 天田愚庵
- 安楽庵策伝
- 織田有楽斎(如庵)
- 緒方洪庵
- 片桐貞昌（能改庵）
- 狩野一庵
- 上林政重（竹庵）
- 小杉放庵
- 小堀政一（孤篷庵）
- 角倉素庵
- 千少庵
- 沢庵
- 武井夕庵
- 東条英庵
- 北条幻庵
- 松永耳庵
- 曲直瀬道三（翠竹庵）
- 明庵栄西
- 渡辺幸庵
- 茶道等の家元が受け継いでいる茶室名を号とすることがある。
  - 表千家（不審菴）
  - 裏千家（今日庵）…家元による茶道具への書付では「今日」と花押を記載することが多い。
  - 武者小路千家（官休庵）
  - 薮内流（燕庵）

### 軒号
- 貝原益軒
- 片桐貞昌（浮瓢軒）
- 柴屋軒宗長
- 武田信玄（徳栄軒）
- 桃中軒雲右衛門

### 斎号
- 安藤守就（無用斎）
- 板部岡江雪斎
- 伊東一刀斎
- 大塩平八郎（中斎・連斎）
- 織田長益（有楽斎）
- 葛飾北斎
- 佐久間信栄（不干斎）
- 千利休（抛筌斎）
- 太原雪斎
- 東洲斎写楽
- 古田織部（印斎）
- 細川忠興（三斎）
- 細川藤孝（幽斎）
- 前田慶次（飄戸斎、不便斎）
- 曲直瀬道三（雖知苦斎）
- 柳生宗厳（石舟斎）